# Серчмаа
Самбуугійн Серчмаа (монг. Самбуугийн Сэрчмаа; нар. 21 травня 1982 року, Улан-Батор, МНР) — монгольська співачка. Закінчила Монгольський державний університет.

## Дискографія
- Ганцхан чинийх (2001)
- Sally-1 (2003)
- Sally-2 (2005)
- Хайраасаа асууя (2007)
- Making me crazy (2008)
- Цагаан Сүүний Домог (2008)